# 龍水化龍宮
龍水化龍宮，是臺灣高雄市鼓山區次分區凹子底龍水里的廟宇，主奉中壇元帥（哪吒太子爺）。

## 廟史
化龍宮之中壇元帥金身最早可追朔至明鄭時期李氏先祖由福建分靈來台奉祀。李氏先祖來台時在鼓山龍水定居開墾，建祠奉祀中壇元帥；太子爺原為李家私奉神明，後為公廟。日治末期受戰火波及，李家公祠有部份被炸毀。由李氏家族長老另捐田地五十坪於公祠西南側約一百公尺處建新廟奉祀，於民國三十九年（1950年）建成，民國四十八年（1950年）七月十九日舉行入火安座慶成。
化龍宮又稱為「全臺龍水港開基太子爺廟」，從此廟分出的中壇元帥香火有三鳳宮和戲獅甲廣濟宮。

## 祀神
中壇元帥、三府王爺、神農大帝、福德正神、文昌帝君、註生娘娘、虎爺、觀音佛祖、天上聖母